# Rizoforàcies
Rhizophoraceae és una família de plantes amb flor de l'ordre de les Malpighiales.

## Característiques
Són plantes llenyoses, les espècies de tipus manglar són normalment vivípares, mentre que les que viuen terra endins no. Són arbres de les zones tropicals o subtropicals. Els més coneguts són els manglars del gènere Rhizophora.
Ara aquesta família forma part de l'ordre Malpighiales, però segons el sistema Cronquist té el seu propi ordre (Rhizophorales).

## Gèneres
- Anopyxis
- Blepharistemma
- Bruguiera
- Carallia
- Cassipourea
- Ceriops
- Comiphyton
- Crossostylis
- Dactylopetalum
- Gynotroches
- Kandelia
- Macarisia
- Paradrypetes
- Pellacalyx
- Rhizophora
- Sterigmapetalum